# Пионерское сельское поселение (Камчатский край)
Пионерское се́льское поселе́ние — муниципальное образование в Елизовском районе Камчатского края Российской Федерации.
Административный центр — посёлок Пионерский.

## История
Статус и границы сельского поселения установлены Законом Камчатской области от 29 декабря 2004 года № 255 «Об установлении границ муниципальных образований, расположенных на территории Елизовского района Камчатской области, и о наделении их статусом муниципального района, городского, сельского поселения».

## Население
| 2010  | 2012  | 2013  | 2014  | 2015  | 2016  | 2017  |
| ----- | ----- | ----- | ----- | ----- | ----- | ----- |
| 3653  | ↗3670 | ↗3865 | ↗3932 | ↘3854 | ↘3837 | ↗3855 |
| 2018  | 2019  | 2020  | 2021  | 2023  |       |       |
| ↗3879 | ↗3941 | ↘3910 | ↗3950 | ↘3892 |       |       |

## Состав сельского поселения
| № | Населённый пункт | Тип населённого пункта          | Население |
| - | ---------------- | ------------------------------- | --------- |
| 1 | Крутобереговый   | посёлок                         | ↗155      |
| 2 | Пионерский       | посёлок, административный центр | ↘2784     |
| 3 | Светлый          | посёлок                         | ↗971      |